# Carnaval (canção de Claudia Leitte)
Carnaval é uma canção da cantora brasileira Claudia Leitte com participação do rapper estadunidense Pitbull. Foi lançado sob o selo da Roc Nation como single em 26 de janeiro de 2018. Composta por Justin Trugman, AJ Junior, Jorge Gomez Martinez, Derrus Rachel, Bilal Hajji, Jimmy Thornfeldt, José Garcia e Armando Christian Pérez, a canção marca como o primeiro single internacional da cantora. Além de Junior, Trugman e Hajji participarem da composição, eles trabalharam na produção da canção juntos com Jimmy Joker. Para a construção de "Carnaval", foi utilizado um sample da canção "El Humahuaqueño" do compositor argentino Edmundo P. Zaldívar. Uma versão remix com participação do rapper Machel Montano foi lançada nas plataformas digitais em 6 de abril de 2018.

## Estrutura musical e letra
"Carnaval, além daquilo que o título já entrega, é uma música muito especial para mim porque é alegre e tem a minha identidade ao mesmo tempo em que trago para o meu trabalho novos ritmos"

— Claudia Leitte sobre "Carnaval".
"Carnaval" foi composta por Justin Trugman, AJ Junior, Jorge Gomez Martinez, Derrus Rachel, Bilal Hajji, Jimmy Thornfeldt, José Garcia e Armando Christian Pérez e produzida por Justin Trugman, AJ Junior, Bilal Hajji, Jimmy Thornfeldt, José Garcia e Jimmy Joker. Sua letra de música foi composta na maior parte na língua inglesa com um pequeno pedaço na língua espanhola. O refrão de "Carnaval" foi construído através do sample da canção "El Humahuaqueño" do compositor argentino Edmundo P. Zaldívar.
Leitte escolheu Pitbull para fazer participação especial na canção como um reencontro com a sua trajetória como cantora. Anteriormente, os dois gravaram juntos a canção tema da Copa do Mundo FIFA de 2014, We Are One (Ole Ola). "Carnaval" foi lançado em janeiro de 2018, cerca de dois anos após a gravação, como uma forma de celebrar os 10 anos de carreira solo da cantora, desde que deixou o grupo Babado Novo. Uma versão com letras em português também foi gravada, ainda a ser divulgada.

## Performances ao vivo
Claudia Leitte apresentou a canção pela primeira vez no Domingão do Faustão em  4 de fevereiro de 2018. Em 6 de fevereiro, Leitte e Pitbull apresentaram "Carnaval", pela primeira vez juntos, no Caldeirão do Huck, a ser exibido no dia 10 de fevereiro. Em 8 de fevereiro, Pitbull e Leitte apresentariam "Carnaval" juntos durante a abertura do Carnaval de Salvador, porém ocorreu um imprevisto em que o rapper não pode comparecer, mas esteve presente nos outros dias de folia.

## Desempenho comercial
"Carnaval" figurou nas playlists do Spotify "As 50 virais" de diversos países, como na Dinamarca que atingiu a 29ª posição, 21ª posição em Portugal, 9ª posição no Brasil, 18ª posição na Argentina, 26ª posição no México, 37ª posição no Equador e 45ª posição no Japão. Além disso, "Carnaval" alcançou o primeiro lugar na iTunes Store e no Google Play do Brasil. Além do Brasil, a canção figurou entre as mais vendidas da iTunes Store de diversos países, como Guatemala onde alcançou a 7ª posição, 9ª posição na Colômbia, 17ª posição no Equador e na Finlândia, 20ª posição em Portugal, 22ª posição em Luxemburgo e na Argentina, 26ª posição na Arábia Saudita, 55ª posição na parada latina dos Estados Unidos, 80ª posição na Noruega e 198ª posição na Nova Zelândia.

## Desempenho nas tabelas musicais
| Parada (2018)                                | Melhor posição |
| -------------------------------------------- | -------------- |
| Billboard Brasil Regional Salvador Hot Songs | 3              |
| Pop Songs                                    | 54             |

## Certificações
| Brasil                             | Ouro | 20.000^ |
| ^ Vendas baseadas em certificação. |      |         |

## Versões e formatos
Download digital
1. "Carnaval (Spanish)" (participação de Pitbull) – 3:46

Download digital - T&T Remix
1. "Carnaval (T&T Remix)" (participação de Pitbull & Machel Montano) – 3:44

## Prêmios e indicações
Lista de prêmios e indicações por "Carnaval".
| Ano  | Premiação         | Categoria          | Resultado | Ref. |
| ---- | ----------------- | ------------------ | --------- | ---- |
| 2018 | Troféu Band Folia | Música do Carnaval | Indicado  |      |

## Videoclipe

Capa do álbum Human Being do cantor Seal serviu como referência para o videoclipe.

Dirigido por Darren Craig, o videoclipe foi gravado em um estúdio em Miami no dia 13 de dezembro de 2016. Foi lançado em 7 de fevereiro de 2018 com exclusividade no Tidal. No dia 11 de fevereiro, o videoclipe foi lançado nas demais plataformas como o YouTube e o Vevo. Para o lançamento do videoclipe, o rapper Pitbull veio até o Brasil para uma coletiva de imprensa na academia BodyTech, no Shopping Eldorado na cidade de São Paulo.
Durante a coletiva, Leitte entrou em detalhes sobre a produção do videoclipe e suas escolhas criativas: "Eu queria muito glitter. Queria que fosse sensual, mas sem os estereótipos comuns ao carnaval. Para fugir do obviedade, encontramos um caminho bastante particular que é alegre e quente e que, por outro lado, também mostra nossa tropicalidade." A intenção de Claudia, era que o videoclipe fugisse do clichê, o que para ela deu certo, conforme ela disse na coletiva uma conversa que teve com o diretor do videoclipe durante a concepção do conceito: "Falei para ele minha história com o carnaval, canto axé e participo dessa grande festa todo ano, como não ser clichê? Mas, ele conseguiu fazer algo completamente diferente, foi incrivel pra mim."
O videoclipe tem como proposta mostrar Leitte dando uma carona para Pitbull em seu carro, assim apresentando para o rapper o Carnaval do Brasil. Em uma das cenas, Leitte aparece banhada de glitter e tinta dourada. Para a cena, a cantora usou um biquíni da cor de sua pele para dar a impressão de nudez. A capa do álbum Human Being do cantor Seal foi usada como referência para a cena. A coreografia do videoclipe foi feita pelo criador do Zumba, Beto Perez.

## Créditos
Créditos adaptados do Tidal.
- Claudia Leitte – vocal
- Armando Christian Pérez – compositor, vocal
- Justin Trugman – compositor, produtor
- AJ Junior – compositor, produtor
- Jorge Gomez Martinez – compositor
- Derrus Rachel – compositora
- Bilal Hajji – compositor, produtor
- Jimmy Thornfeldt – compositor
- José Garcia – compositor
- Edmundo P. Zaldívar – compositor
- Jimmy Joker – produtor, mixer
- Philip Naslund – engenheiro de som